# Nevězice
Nevězice jsou obec v okrese Písek v Jihočeském kraji. Žije zde 134 obyvatel.

## Historie
První písemná zmínka pochází z roku 1499. Vesnice patřila pod správu statku ve Varvažově. Tento statek byl spravován strakonickými johanity až do roku 1847. Před zrušením poddanství a roboty prodal řád celé varvažovské panství knížeti Karlu II. Schwarzenbergovi. V 16. století byly Nevězice sídlem rychty pro okolní obce. Během třicetileté války obec značně utrpěla. V roce 1680 byly Nevězice těžce postiženy morem – ve vsi tehdy zemřelo 29 chlapců do 14 let, 21 děvčat do 14 let a 24 dospělých lidí.
V letech 1850–1851 byla postavena školní budova, která obsahovala jednu třídu a byt pro učitele o kuchyni a dvou pokojích. V letech 1887–1888 byla dosud přízemní budova zvýšena o patro a stala se trojtřídní. Pro malý počet žáků (celkem 7) byla nevězická škola zrušena rozhodnutím školského odboru ONV v Písku ze dne 21. srpna 1963. Budova byla posléze upravena na hostinec.
V roce 1888 byl v Nevězicích založen sbor dobrovolných hasičů.
V roce 1952 bylo v obci založeno JZD, které se však do konce roku 1953 rozpadlo. Hospodářství pak byla od 1. října 1957 začleňována do státního statku, kdy do něj předalo půdu a živý i mrtvý inventář 45 nevězických rolníků. Ještě v roce 1964 však v obci soukromě hospodařilo 68 malozemědělců. V roce 1981 byly farmy státního statku v Nevězicích a Koloredově (dvůr u Nevězic) zrušeny a předány do hospodaření sousedních JZD.
Součástí obce byla osada Letoštice, která byla založena v roce 1569, vždy zde stál mlýn a dvě až tři domkářská stavení. Po první světové válce (v letech 1921–1922) zde byla vybudována hydroelektrárna. V roce 1960 byla tato osada zatopena vodní nádrží Orlík. Na jejím levém břehu nyní patří k Nevězicím rekreační osady Luh a Peklo.
Jihozápadním směrem od obce nad břehem Vltavy se nacházelo keltské oppidum z pozdní doby laténské. Výšinné opevněné sídliště je kulturní památkou.

## Obyvatelstvo
| Rok            | 1869 | 1880 | 1890 | 1900 | 1910 | 1921 | 1930 | 1950 | 1961 | 1970 | 1980 | 1991 | 2001 | 2011 | 2021 |
| -------------- | ---- | ---- | ---- | ---- | ---- | ---- | ---- | ---- | ---- | ---- | ---- | ---- | ---- | ---- | ---- |
| Počet obyvatel | 692  | 735  | 713  | 615  | 574  | 492  | 459  | 325  | 352  | 322  | 247  | 160  | 149  | 140  | 136  |
| Počet domů     | 85   | 88   | 88   | 89   | 88   | 89   | 104  | 110  | 103  | 101  | 87   | 116  | 122  | 122  | 114  |

## Obecní správa
Mezi lety 1850–1873 patřily Nevězice jako osada obce k Varvažovu v okrese Písek. V letech 1873–1980 byly obcí. Od 1. ledna 1981 do 23. listopadu 1990 patřily jako část obce k Orlíku nad Vltavou a od 24. listopadu 1990 jsou opět samostatnou obcí. V letech 1880–1899 k obci patřila Laziště (v letech 1900–1924 Laziště 1. díl).

### Obecní symboly
Znak a vlajka byly obci uděleny rozhodnutím předsedkyně Poslanecké sněmovny Parlamentu České republiky dne 25. listopadu 2011.

## Pamětihodnosti
- Návesní kaple má půdorys čtverce a pochází z roku 1781. O sto let později prošla přestavbou. Je zasvěcena svatému Vojtěchovi.[14]
- Klasicistní výklenková kaple se sochou sv. Jana Nepomuckého. Byla postavena na ohradní zdi školní zahrady nákladem místního rodáka Václava Záluského v roce 1868. V roce 1978 byla zbořena v souvislosti s přístavbou sálu k tehdy již zrušené škole a socha svatého Jana Nepomuckého přemístěna do návesní kaple.[15] V roce 1992 byla kaplička znovu vybudována v původní podobě.[16]
- Klasicistní usedlosti v obci řadí tuto obec k památkově významným sídlům okresu.
- Výklenková kaple v nedalekém Koloredově u komunikace z Varvažova do Orlíku u lesa po pravé straně. Tato kaple je zasvěcena svatému Janu Nepomuckému.[14]

## Pověsti z obce
Nevězická bílá paní se zde dokonce vynořuje pravidelně z rybníka obklopená červenými světýlky.

## Galerie

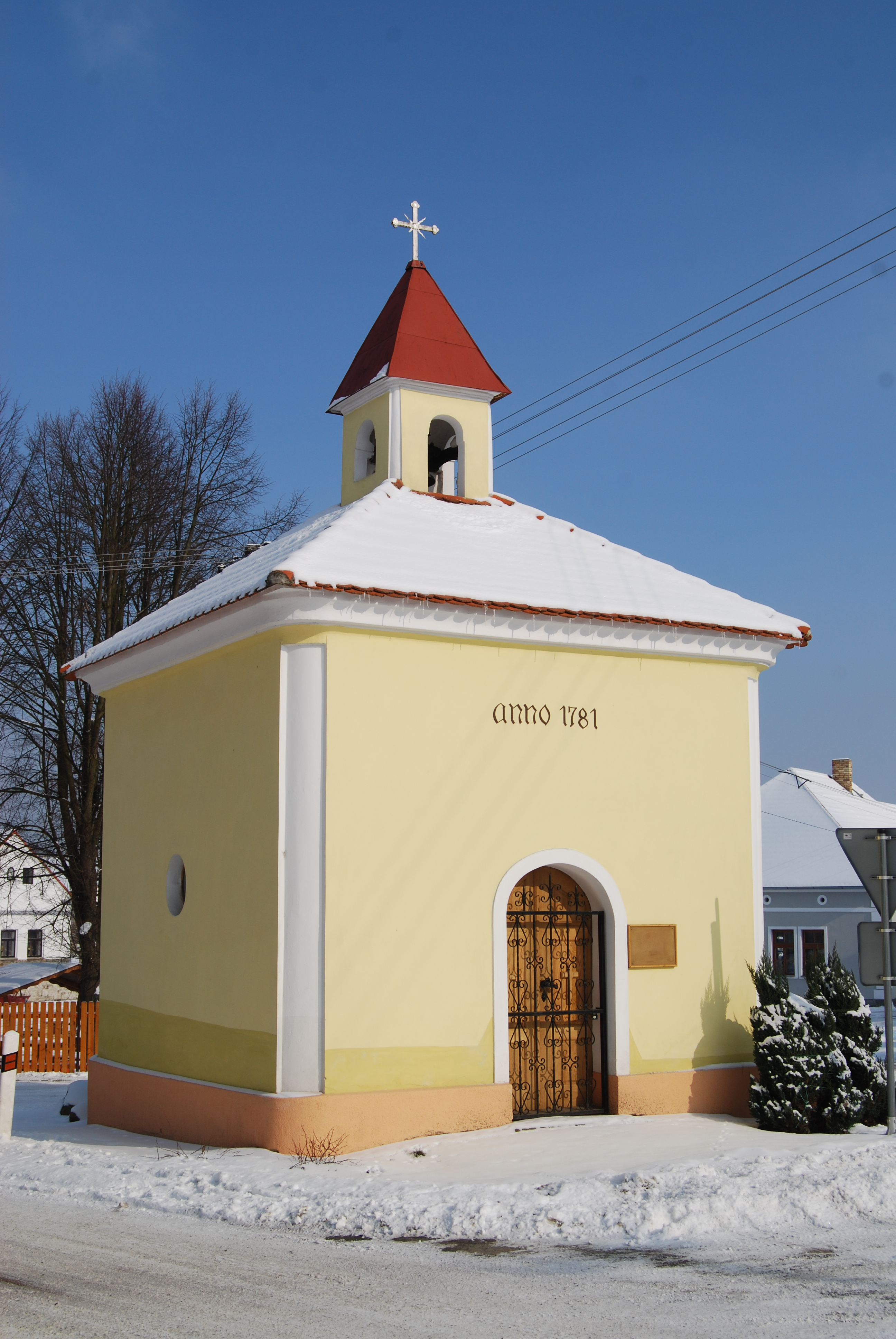
Návesní kaple
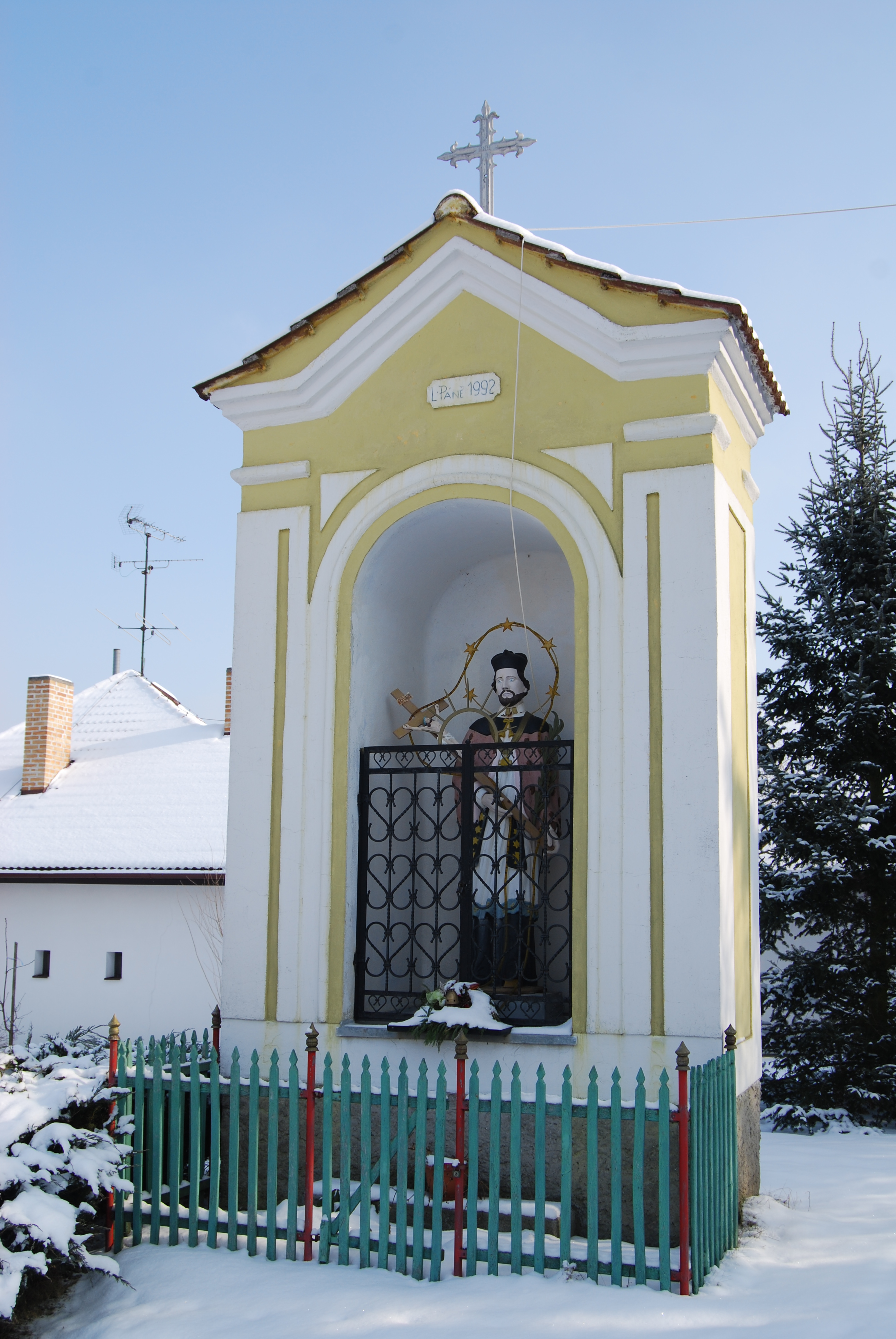
Výklenková kaple se sochou sv. Jana Nepomuckého
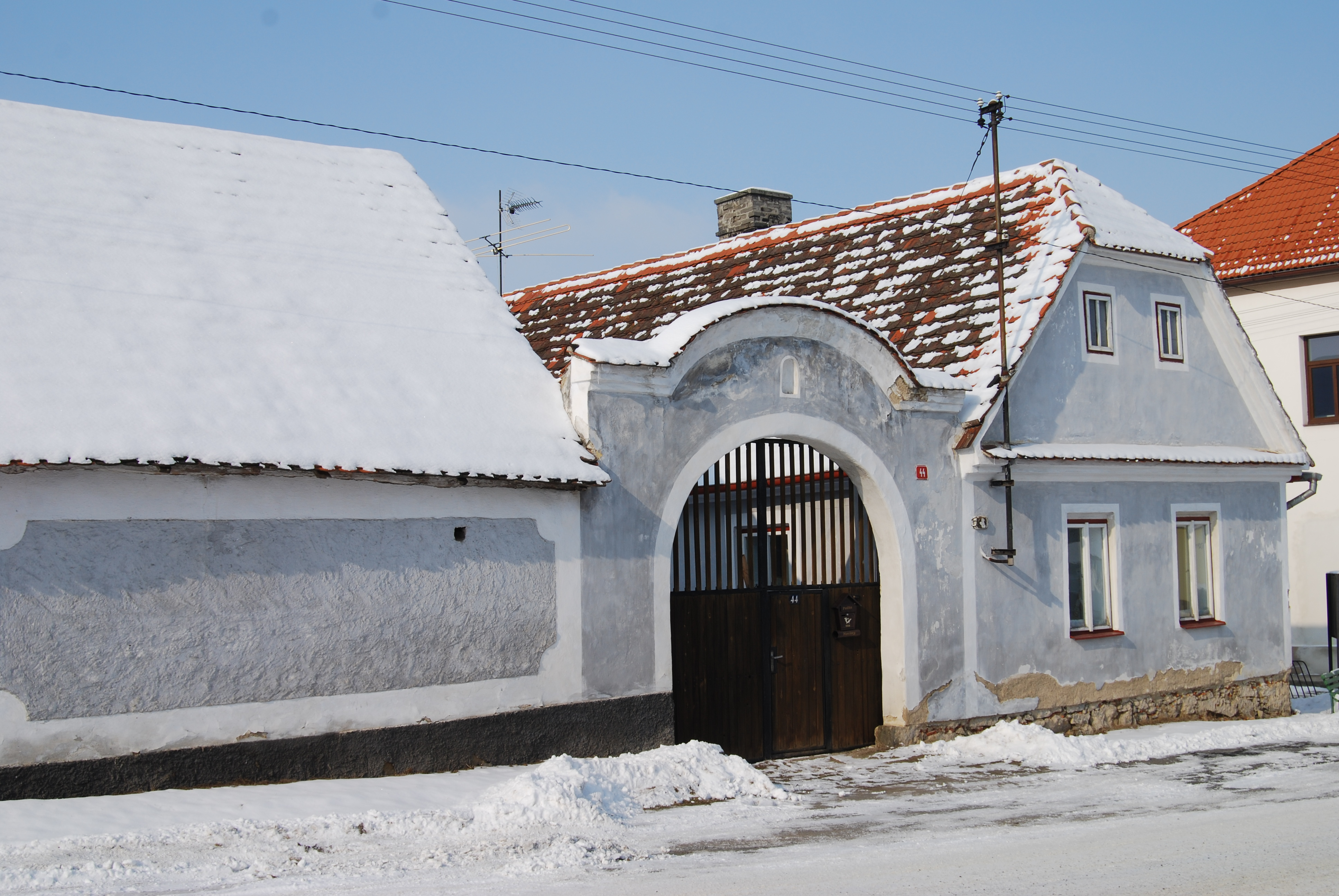
Klasicistní usedlost v jižní části obce
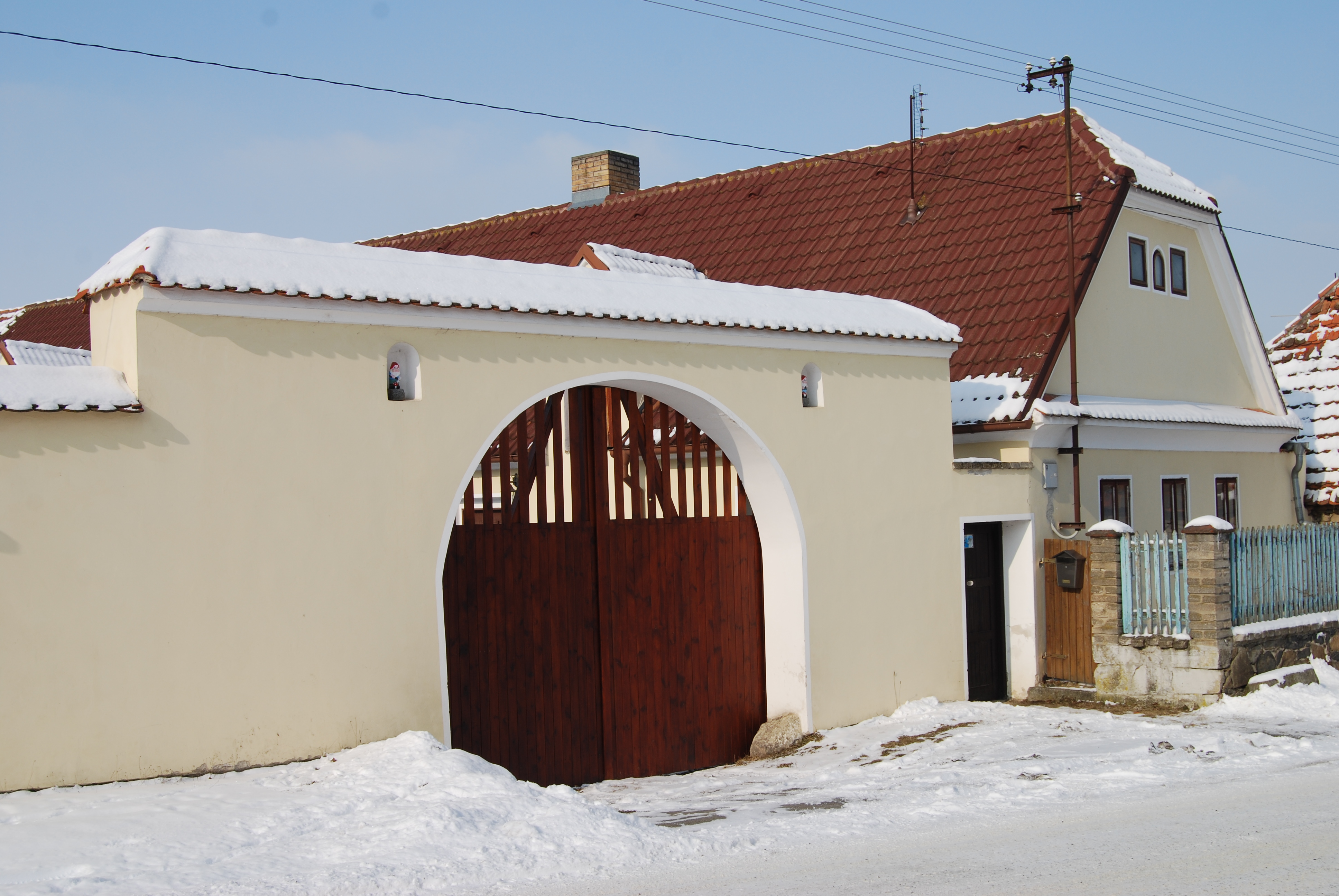
Stavení
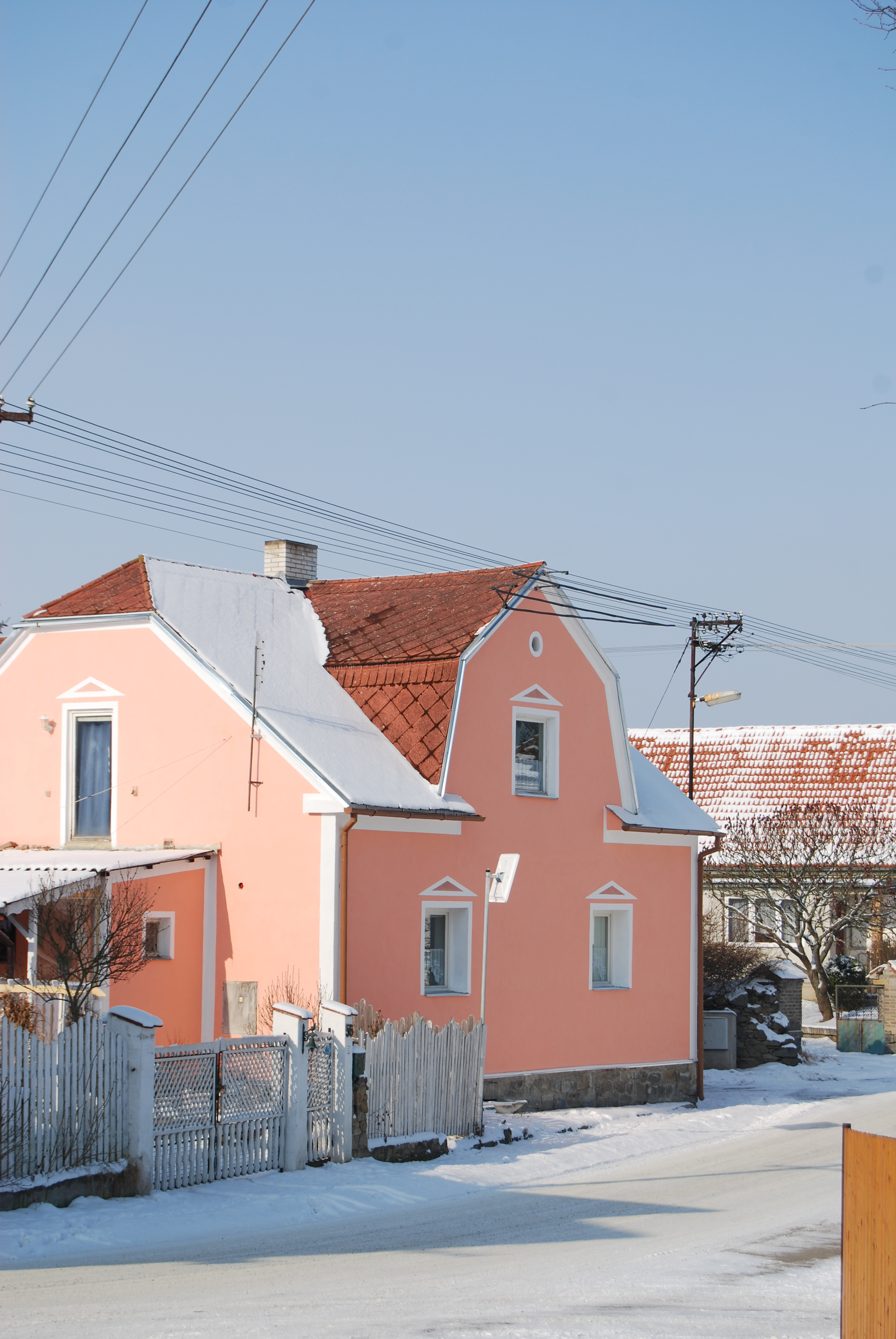
Usedlost
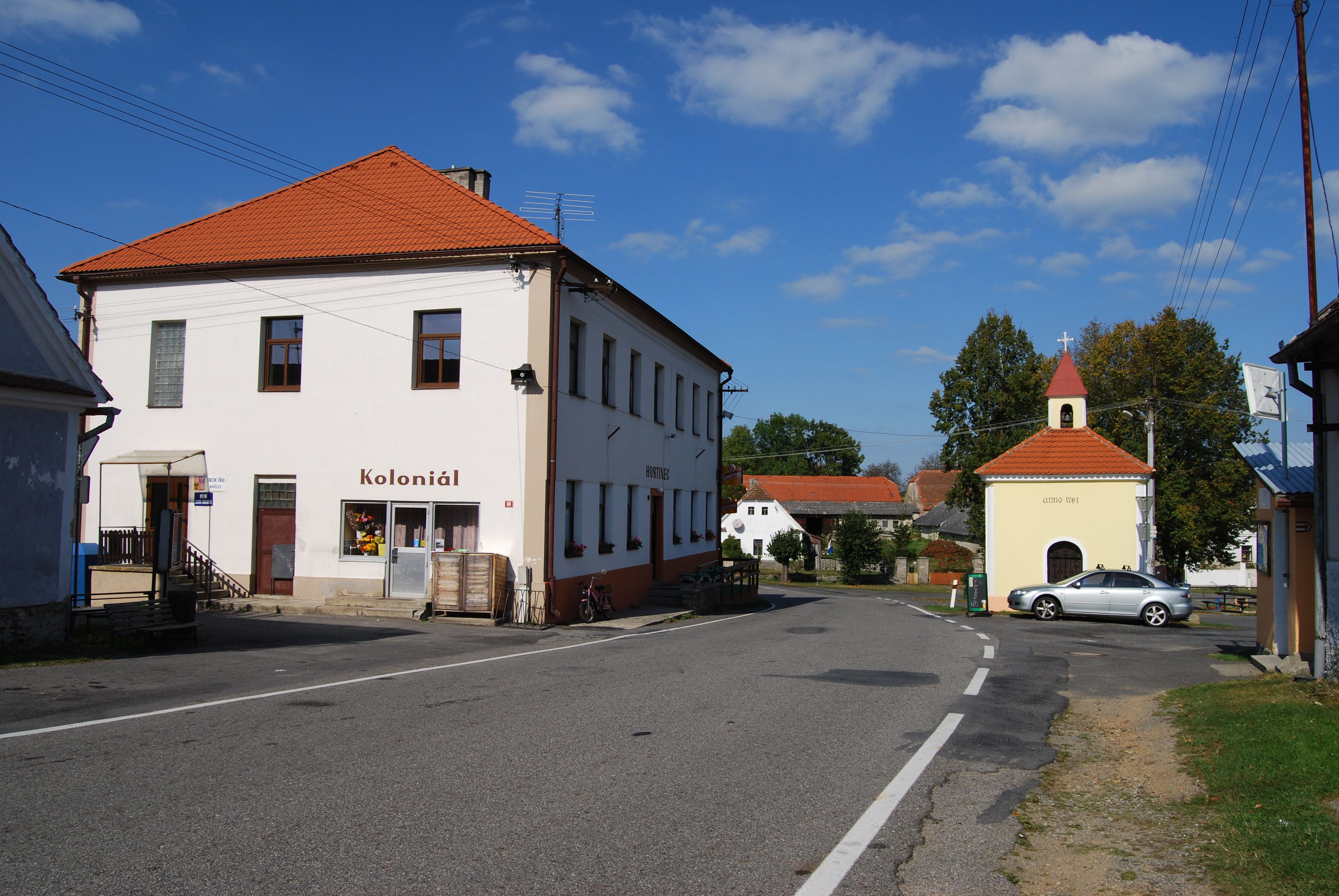
Hostinec
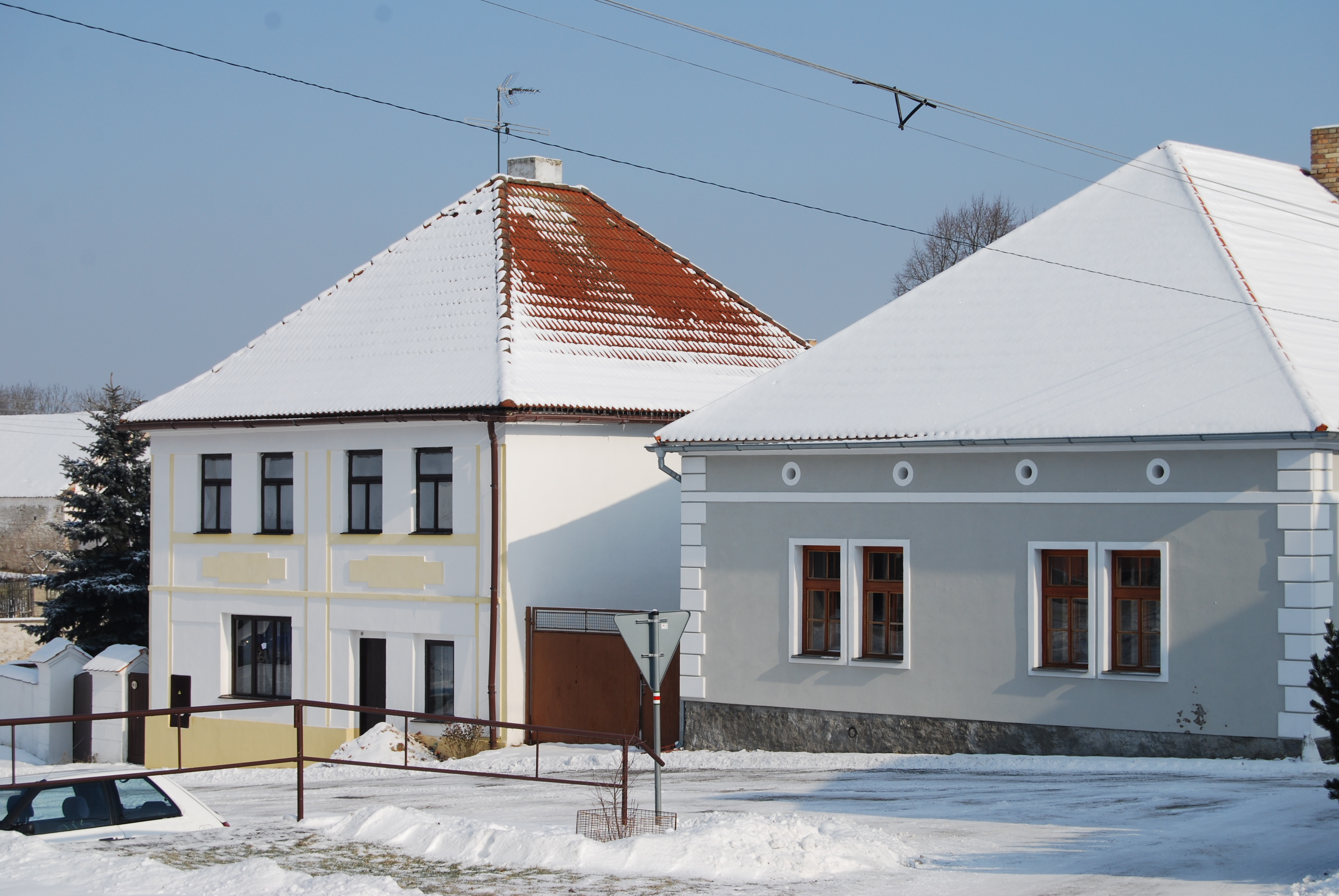
Stavení
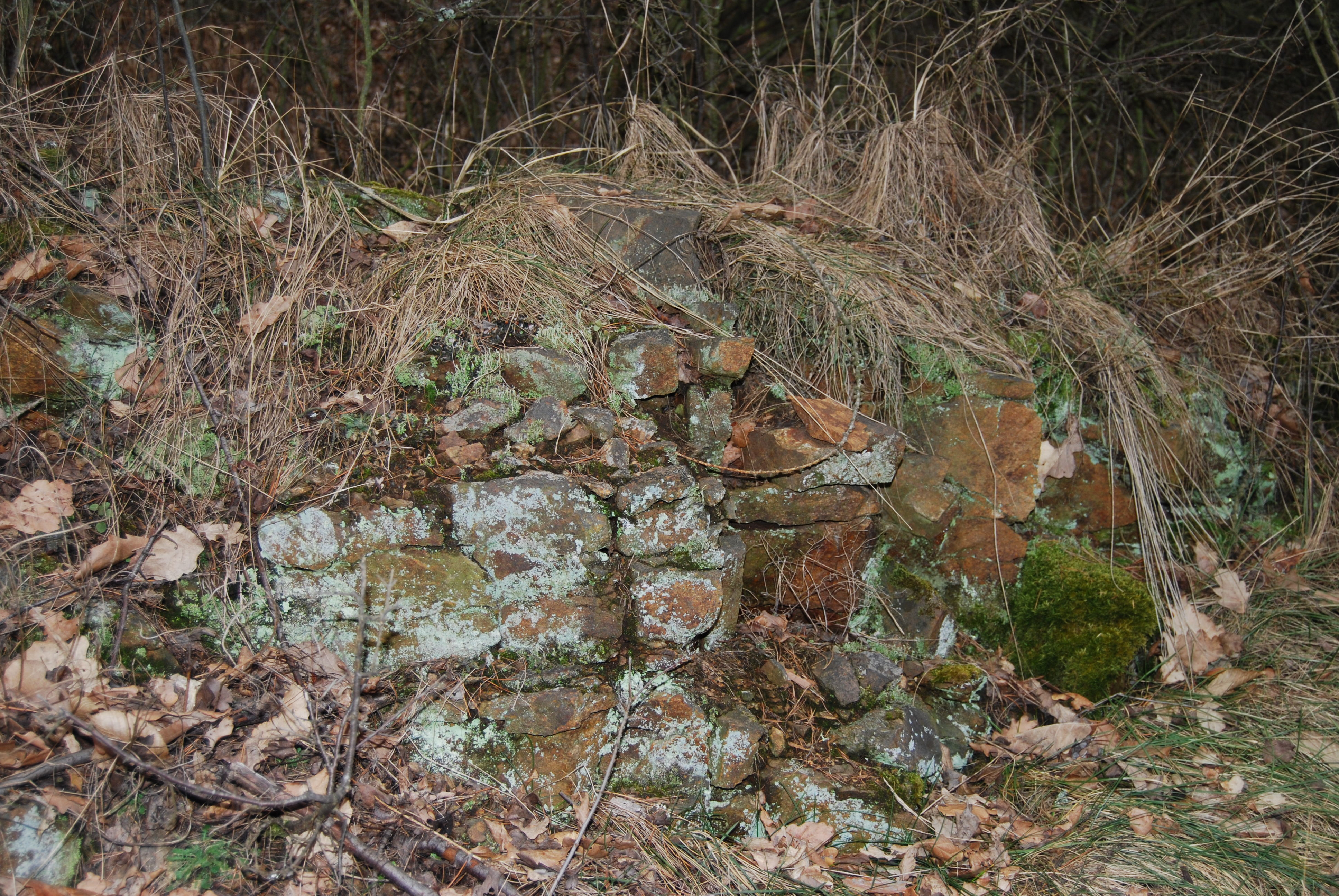
Oppidium